# La Tarte volante
Pour plus de détails, voir Fiche technique et Distribution.
La Tarte volante (La torta in cielo) est une comédie fantastique italienne de Lino Del Fra sortie en 1973.
Il est adapté du roman pour enfant homonyme (it) de Gianni Rodari paru en 1966.

## Synopsis
Un mystérieux et colossal gâteau volant apparaît dans le ciel de la banlieue de Rome. Un groupe d'enfants de la banlieue s'en approche et, gourmands comme le sont les enfants, parviennent à saisir des morceaux de chocolat et autres bouts du gâteau. L'apparition de l'étrange objet volant met les autorités civiles et militaires sur les dents, et suscite même l'inquiétude d'un magnat de la confiserie, qui craint la concurrence des ovnis. Après avoir essayé d'effrayer la population avec la fausse nouvelle que le gâteau est empoisonné, celle-ci est démentie en direct à la télévision par les enfants, qui fuient le contrôle des autorités et s'approchent à nouveau le gâteau, qui est réapparu et a atterri au sommet du Monte Chicco.
Ils découvrent que le gâteau est habité par un jeune homme aux cheveux longs, fils turbulent d'un magnat de l'armement. Lors de la réception donnée par son père pour la présentation d'une super-bombe, le jeune homme a eu l'idée de remplir la bombe de quelques pâtisseries. La machine s'est mise en marche et, au lieu de multiplier la puissance explosive de sa charge, a créé le gâteau volant, sur lequel le jeune homme a ensuite décidé de s'envoler pour apporter au monde un message de paix et de tolérance. Finalement, le garçon et ses petits amis ont réussi à repousser les assauts des militaires et des industriels. 

## Fiche technique
- Titre français : La Tarte volante[1]
- Titre original italien : La torta in cielo[2]
- Réalisateur : Lino Del Fra
- Scénario : Lino Del Fra, Luigi De Santis, Cecilia Mangini d'après le roman homonyme (it) de Gianni Rodari paru en 1966
- Photographie : Eliseo Caponera
- Montage : Roberto Perpignani (it)
- Musique : Egisto Macchi (it)
- Effets spéciaux : Joseph Natanson
- Décors et costumes : Giuseppe Mangano (it)
- Maquillage : Renzo Francioni
- Sociétés de production : Istituto Luce
- Pays de production :  Italie
- Langue originale : italien
- Format : Couleur
- Durée : 102 minutes
- Genre : Comédie fantastique
- Dates de sortie :
  - Italie : 1973 (visa délivré le 29 décembre 1972)
  - France : 15 janvier 1975 (Cannes)[1]

## Distribution
- Paolo Villaggio : Commandant
- Didi Perego : Luisa Lombardotti, l'industrielle de la confiserie
- Umberto D'Orsi : l'agent de la circulation
- Franco Fabrizi : le présentateur de télévision
- Daniela Minniti : la petite fille
- Massimo Cacchiani : un enfant
- Fernando Busini : un enfant
- Alfredo Colecchia : un enfant
- Armando Pensa : un enfant
- Fabio Spada : un enfant
- Silvio Bagolini : le Généralissime
- Sandro Merli : un professeur
- Enzo Robutti : Professeur Terenzio
- Ezio Marano : l'assistant du soldat général
- Thomas Wildgruber : Thomas, l'homme au gâteau
- Gaby André :
- Fortunato Marsala :
- Pupo De Luca (en) :